# Simulium alizadei
Simulium alizadei es una especie de insecto del género Simulium, familia Simuliidae, orden Diptera.
Fue descrita científicamente por Dzhafarov en 1954.